# (5715) Kramer
(5715) Kramer est un astéroïde faisant partie de la ceinture principale. Il a été découvert par l'astronome américain Edward L. G. Bowell à l'observatoire de Flagstaff le 22 septembre 1982. Sa désignation provisoire était 1982 SE1.
Il tire son nom de Kathryn Xymena Kramer, une directrice de l'observatoire Lowell.

## Compléments